# Herblinghausen
Herblinghausen ist ein Ortsteil der Stadt Sundern (Sauerland) im Hochsauerlandkreis, Nordrhein-Westfalen.

## Lage
Der Ort liegt östlich von Sundern. Durch den Ort verläuft die Landesstraße L 686. Das Dorf liegt im Naturpark Sauerland-Rothaargebirge.

## Geschichte
Herblinghausen ist für 1939 mit 160 Einwohnern verzeichnet. Von 1953 bis 1969 gehörte der Ort zum Kreis Arnsberg.
Hellefeld ist und war die Stammpfarrei der umliegenden Ortschaften. Das Kirchspiel Hellefeld wird von der Bevölkerung auch als „Altes Testament“ bezeichnet, da es analog zu den zwölf Stämmen Israels zwölf Ansiedlungen umfasst. Dazu gehören außer Herblinghausen die Orte Altenhellefeld, Bainghausen, Frenkhausen, Hellefeld, Linnepe, Meinkenbracht, Schnellenhaus, Selschede, Visbeck, Wennighausen und Westenfeld.
Am 1. Januar 1975 wurde Herblinghausen nach Sundern (Sauerland) eingemeindet, der bisherige Ortsteil Frenkhausen jedoch nach Meschede.

## Sonstiges
Die Buslinie 334 der Busverkehr Ruhr-Sieg GmbH (BRS) stellt mit der Anbindung an Freienohl und Sundern den öffentlichen Personennahverkehr sicher.